# Тащагол
Тащагол (на руски: Таштагол) е град в Русия, административен център на Тащаголски район, Кемеровска област. Населението на града към 1 януари 2018 е 23 170 души.

## История
Селището е основано през 1939 година, през 1963 година получава статут на град.